# Laminazione prodotta da correnti ondulatorie
La laminazione prodotta da correnti ondulatorie è prodotta da ripples da onda. 
Essa si distingue dalla stratificazione incrociata prodotta da ripples da corrente in quanto, in questo caso, i foreset formano discontinuità non come elementi singoli ma associati insieme.

## Tipi di stratificazione
Le correnti oscillatorie possono generare i seguenti tipi di stratificazione:
- chevron
- offshots
- gibbosa (hummocky)
- beach cross bedding

### La laminazione di tipo chevron
I ripples tendono a formare delle cuspidi.

### La laminazione di tipo offshots
Si forma con correnti ad elevata energia ed assume il classico aspetto a fibra muscolare.

### La laminazione gibbosa (hummocky)
Questo tipo di stratificazione è associata a correnti ad alta energia oppure a eventi eccezionali come una tempesta.
Essa è caratterizzata da una inclinazione delle lamine o degli strati minore di 10° e dalla loro sistematica variazione laterale di spessore. La superficie superiore può essere leggermente ondulata o piatta, ma spesso è erosa dal moto ondoso. Di solito si rinviene in depositi sabbiosi.

### Beach cross bedding
Questa laminazione è caratteristica della zona di battigia, dove le lamine che immergono verso il mare sono prodotte dal moto ondoso. L'angolo di inclinazione delle lamine varia da 2° a 10°. Eccezionalmente si ritrova anche nei sistemi barriera-laguna dove la spiaggia forma una barra che divide il mare aperto dalla laguna. In questo ambiente si ritrovano quindi anche lamine inclinate verso terra.